# Траншея

Зображення профілю траншеї з французької енциклопедії «Petit Larousse»

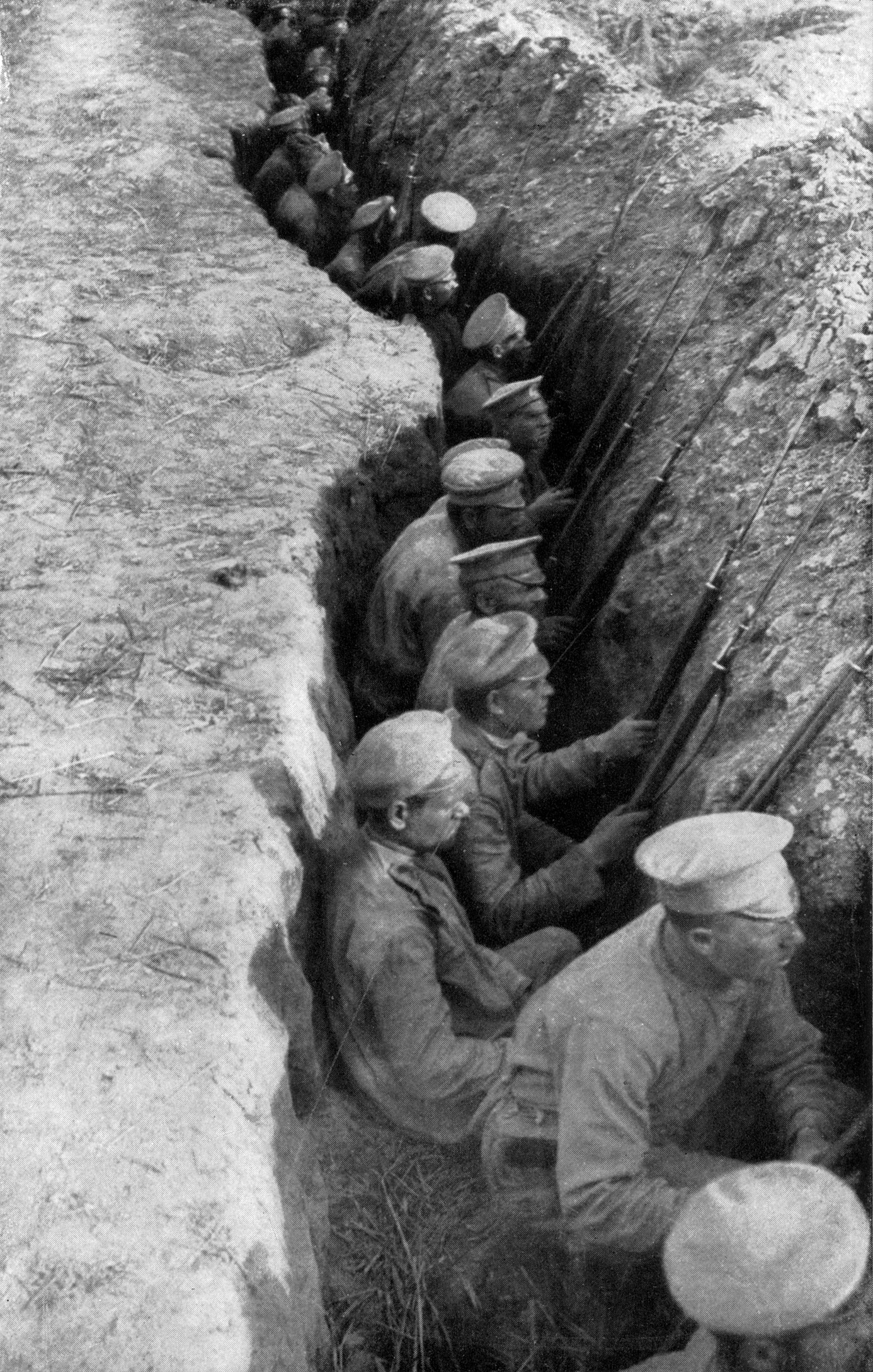
Солдати Російської імператорської армії в траншеї перед атакою. Перша світова війна.

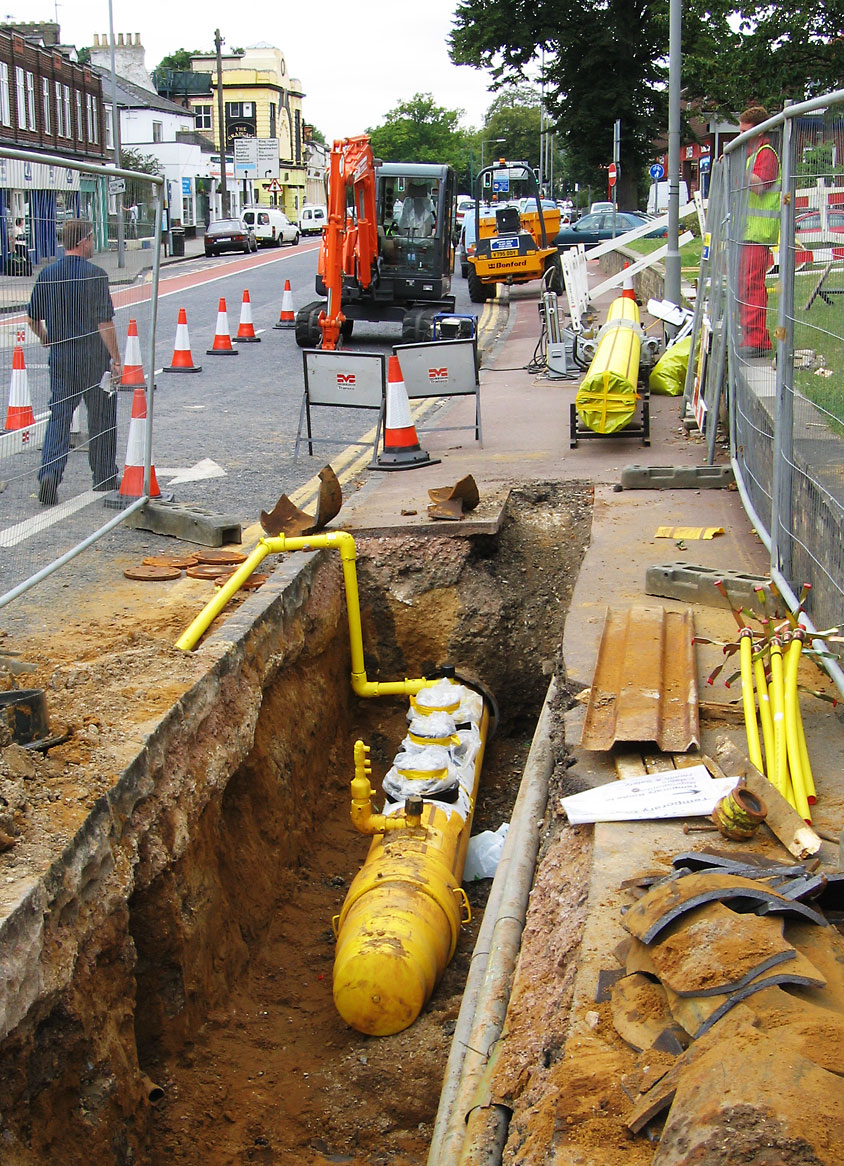
Траншея в місті під час ремонту системи каналізації

Транше́я (фр. tranchée — «рів», «котлован», «канава») — польова фортифікаційна споруда: вузький, довгий і глибокий рів з двостороннім або однобічним бруствером. Траншея як оборонна споруда служить перш за все вогневою позицією для механізованих підрозділів (піхоти), а також укриттям для особового складу і матеріальної частини, що захищає їх від звичайних засобів ураження і деякою мірою від уражаючих факторів ядерного вибуху.
Крім того, траншея використовуються як засіб сполучення уздовж фронту і створюють сприятливі умови для маскованого розташування піхотних (механізованих) підрозділів на позиціях. У бойовому відношенні траншеї обладнувалися окопами для спостерігачів, автоматників і кулеметників, кулеметними і мінометними майданчиками, бійницями, ходами сполучення, укриттями (ніші, бліндажі і т. ін.).
Глибина траншеї повного профілю досягає 110–150 см. Розташування траншеї на місцевості повинне забезпечувати хороший огляд і обстріл на 400 м і більше. Траншею можна розташовувати на передньому і зворотному скатах висот; найзручнішим містом є бойовий гребінь. Накреслення траншеї в плані має бути ламане або криволінійне. Відриваються траншеї вручну і за допомогою траншейних машин.

## У будівництві, гірничій справі
Траншея — це відкрита виїмка в ґрунті шириною 1,5–3,5 м і завглибшки до 4,5 м, як правило трапецієпподібного перетину, і необхідною довжиною (від десятків метрів до тисяч кілометрів, при прокладці газо-нафтопроводів). Траншею великих розмірів називають ровом.